# Галлатин (округ, Иллинойс)
Га́ллатин (англ. Gallatin County) — округ в штате Иллинойс, США. По данным переписи 2010 года численность населения округа составила 5589 чел., по сравнению с переписью 2000 года оно уменьшилось на 13,3 %. Окружной центр округа Галлатин — город Шонитаун.

## История
Округ Галлатин сформирован в 1812 году из округа Рандолф. Название получил в честь министра финансов Альберта Галлатина.

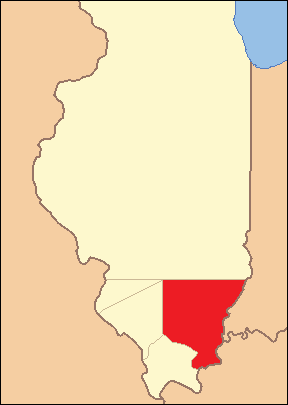
Территория округа с 1812 по 1815 года
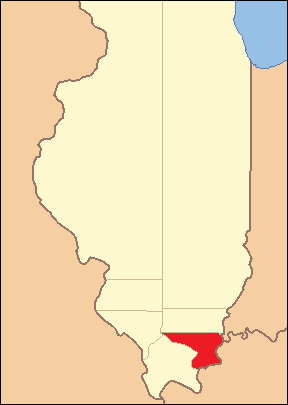
Территория округа с 1815 по 1816 года
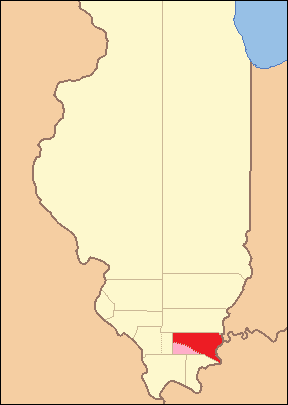
Территория округа с 1816 по 1818 года
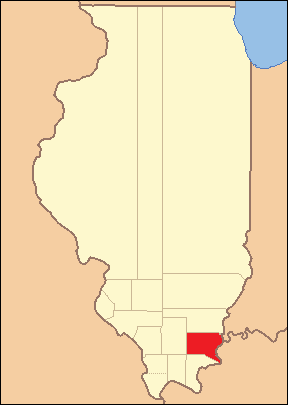
Территория округа с 1818 по 1847 года
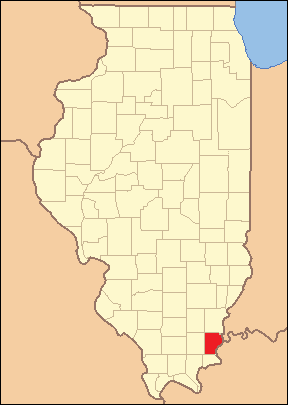
Территория округа с 1847 года и по сей день

## География
Общая площадь округа — 850 км² (328,18 миль²), из которых 836,7 км² (323,07 миль²), или 98,44 % суши, и 13,2 км² (5,11 миль²), или 1,56 % водной поверхности.
В северо-восточной части округа протекают реки Уобаш и Огайо.

### Климат
Округ находится в зоне влажного субтропического климата. Температура варьируется в среднем от минимальных -6 °C в январе до максимальных 31 °C в июле. Рекордно низкая температура была зафиксирована в январе 1994 года и составила -22 °C, а рекордно высокая температура была зарегистрирована в августе 2007 года и составила 40 °C. Среднемесячное количество осадков — от 82 мм в октябре до 128 мм в мае.

### Соседние округа
Округ Галлатин граничит с округами:
- Уайт — на севере
- Пози, штат Индиана — на северо-востоке
- Юнион, штат Кентукки — на востоке
- Хардин — на юге
- Салин — на западе
- Гамильтон — на северо-западе

### Основные автомагистрали
| Автомагистраль      | Длина     | Начальный пункт | Конечный пункт     | Год образования |
| ------------------- | --------- | --------------- | ------------------ | --------------- |
| Шоссе US-45         | 2087 км   | Мобил, Алабама  | Онтонагон, Мичиган | 1926            |
| Трасса Illinois-1   | 523,34 км | Кейв-Ин-Рок     | Чикаго             | 1918            |
| Трасса Illinois-13  | 243,88 км | Кентервилл      | Олд-Шонитаун       | 1918            |
| Трасса Illinois-141 | 29,24 км  | Омаха           | у реки Уобаш       | 1924            |
| Трасса Illinois-142 | 88,61 км  | Эквалити        | Маунт-Вернон       | 1926            |

## Населённые пункты
| Населённый пункт | Статус         | Год основания | Площадь | Население (2010) |
| ---------------- | -------------- | ------------- | ------- | ---------------- |
| Джанкшен         | деревня        | 1842          | 2.3 км² | 129 чел.         |
| Нью-Хейвен       | деревня        |               | 3,1 км² | 433 чел.         |
| Олд-Шонитаун     | деревня        | 1812          | 1,3 км² | 193 чел.         |
| Омаха            | деревня        |               | 2,1 км² | 266 чел.         |
| Риджуэй          | деревня        |               | 2,3 км² | 869 чел.         |
| Шонитаун         | окружной центр | 1937          | 3,1 км² | 1239 чел.        |
| Эквалити         | деревня        | 1811          | 2,3 км² | 595 чел.         |

## Демография
По данным переписи населения 2000 года, численность населения в округе составила 6445 человек, насчитывалось 2726 домовладений и 1837 семей. Средняя плотность населения была 8 чел./км².
Распределение населения по расовому признаку:
- белые — 98,37 %
  - немецкого происхождения — 20,8 %
  - шведского происхождения — 9,2 %
  - ирландского происхождения — 8,9 %
  - итальянского происхождения — 6,6 %
  - английского происхождения — 6,2 %
- афроамериканцы — 0,26 %
- коренные американцы — 0,71 %
- азиаты — 0,06 %
- латиноамериканцы — 0,87 % и др.

Из 2726 домовладений в 28,3 % имели детей в возрасте до 18 лет, проживающих вместе с родителями, 54,8 % семей — супружеские пары, живущие вместе, 9,8 % — матери-одиночки, а 32,6 % не имели семьи. 29,4 % всех домовладений состояли из отдельных лиц и в 16,1 % из них проживали одинокие люди в возрасте 65 лет и старше. Средний размер домохозяйства 2,34 человека, а средний размер семьи — 2,9.
Распределение населения по возрасту:
- до 18 лет — 22,2 %
- от 18 до 24 лет — 8,2 %
- от 25 до 44 лет — 25,4 %
- от 45 до 64 лет — 26 %
- от 65 лет — 18,2 %

Средний возраст составил 41 год. На каждые 100 женщин приходилось 94,1 мужчин. На каждые 100 женщин возрастом 18 лет и старше приходилось 90 мужчин.
Средний доход на домовладение — $ 26 118, а средний доход на семью — $ 34 539. Мужчины имеют средний доход от $ 30 750 против $ 20 280 у женщин. Доход на душу населения в округе — $ 15 575. Около 15,3 % семей и 20,7 % населения находились ниже черты бедности, в том числе 31,1 % из них моложе 18 лет и 14,1 % в возрасте 65 лет и старше.